# أبفيلشورلي
أبفيلشورلي ( تُلفظ بالألمانية: [ˈapfəlʃɔɐ̯lə]  ( سماع)</صورة> ) (تفاح سيبريترز) ، أيضًا عصير التفاح سيبريترز(عصير التفاح سيبريترز) أو عصير التفاح المبشور (عصير التفاح المبشور) باللغة الألمانية ، هو مشروب غازي مشهور في سويسرا وألمانيا والنمسا . تتكون من المياه المعدنية الغازية وعصير التفاح . تتكون الفئة الأوسع من مشروب الفاكهة من أي عصير فواكه ممزوج بالمياه الغازية ، لكن مشروب الفاكهة هو الأكثر شيوعًا إلى حد بعيد. يُطلق على سيبريترز (أي النبيذ الممزوج بالمياه الغازية) اسم وينشورلي.

## تغذية
يحتوي شراب التفاح على سعرات حرارية أقل وأقل حلاوة من عصير التفاح النقي. كما أنه متساوي التوتر تقريبًا.  وهذا يجعلها شائعة في الصيف وبين الرياضيين.

## المحتوى
يحتوي شراب التفاح المتاح تجاريًا بشكل عام على ما بين 50٪  و 60٪  عصير. في كثير من الأحيان ، يضاف عصير الليمون المركز.

## إنتاج
تشمل العلامات التجارية لشركة عصير التفاح في ألمانيا سبريكويل و جيرولشتاينر (التي تبيع أيضًا المياه المعدنية) و رودس و بيززل والعديد من العلامات التجارية المحلية الأخرى. العلامة التجارية الأكثر شهرة في سويسرا هي انتصار رام. ومع ذلك ، في الداخل وفي معظم الحانات والمطاعم ، عادة ما يتم خلط شراب التفاح حسب الطلب من عصير التفاح والمياه الغازية.

## التراث الشعبي
وفقًا لـ ادلهولزينر ، فإنهم ينتجون "المياه العلاجية" والمياه المعدنية والمشروبات الغازية. يبدو أن الخصائص "العلاجية" نشأت منذ 1700 عام ، عندما اكتشف المبشر الروماني ، بريموس ، مصدر المياه. وفقًا للأسطورة ، استخدم بريموس - الذي تم تقديسه لاحقًا - التأثيرات العلاجية للمياه وقوة الإيمان المسيحي لشفاء المرضى.[بحاجة لمصدر أفضل]